# Andrei al II-lea de Neapole
Andrei al II-lea (d. martie 840) a fost duce de Neapole de la 834 la 840. Pe parcursul domniei sale, s-a aflat în permanență în război cu longobarzii și a permis ducelui de Gaeta, Constantin vasal al său, să devină independent.
În septembrie 834, Andrei s-a răsculat împotriva ducelui Leon de Neapole și l-a înlăturat de la putere, uzurpând tronul ducatului. Imediat după aceasta, el a încetat plata tributului către ducele longobard Sicard de Benevento. În replică, Sicard a asediat Napoli din mai până în iulie 835, dar în cele din urmă s-a ajuns la un acord. În 836, în pofida pactului încheiat, Sicard a început din nou să asedieze reședința ducală a lui Andrei al II-lea. Andrei a decis să se răzbune lansând prima chemare a mercenarilor sarazini în sudul Italiei. Firește, consecințele unui asemenea act nu aveau cum să fie prevăzute. În final, Andrei a semnat Pactum Sicardi cu Sicard, ca și cu ducii de Amalfi și de Sorrento în data de 4 iulie.
Potrivit acestei înțelegeri, se presupunea încheierea unui armistițiu pe cinci ani, timp în care negustorii din orașele grecești costiere erau liberi să călătorească fără a fi deranjați prin Ducatul de Benevento. Cu toate acestea, războiul a continuat, în special între Andrei și Sicard. În cadrul unui război din 837, Andrei a recurs din nou la ajutorul sarazinilor. Cândva între iulie și august 839, Sicard a murit, iar Andrew, mereu temător față de longobarzi, a recurs la sprijinul lui Lothar I, rege al Italiei, care l-a trimis pe un anume Contardus la Napoli. Temându-se de Contardus, Andrei i-a promis-o ca mireasă pe fiica sa Eupraxia. Totuși, Andrei tergiversa în chestiunea căsătoriei, până când, în martie 840, Contardus a revenit și l-a ucis, uzurpând ducatul de Neapole.